# Río Râmna
El río Râmna es un curso de agua de la cuenca hidrográfica del Danubio, afluente por la derecha del Putna. Discurre por el este de Rumanía, por el condado de Vrancea.

## Descripción
El curso alto del río toma dirección sureste y tras discurrir entre lugares como Târâtu, Petreanu, Odobasca, Lacu lui Baban, Dragosloveni, Plăinești, Slobozia-Ciorăști y Gologanu termina desembocando en el río Putna. Uno de sus afluentes por la izquierda es el río Oreavul.